# 相田真治
相田真治（あいだ しんじ、1961年 - ）は、日本の元ラグビーレフリー（審判員）。

## 略歴
1995年から日本ラグビー協会公認レフリーとして活動開始。なおトップリーグでは2003-2004シーズン第1節のワールドファイティングブル対ヤマハ発動機にてトップリーグでのレフリー初担当。
その後2006年、トップリーグ表彰式にて新設された第1回ベストホイッスル賞を受賞。
そして2012年3月、トップリーグオールスターをもってレフリーから引退した。

## 受賞歴
- 2005-06 ベストホイッスル賞
- 2008-09 ベストホイッスル賞
- 2019-10 ベストホイッスル賞